# 뉴욕생명보험

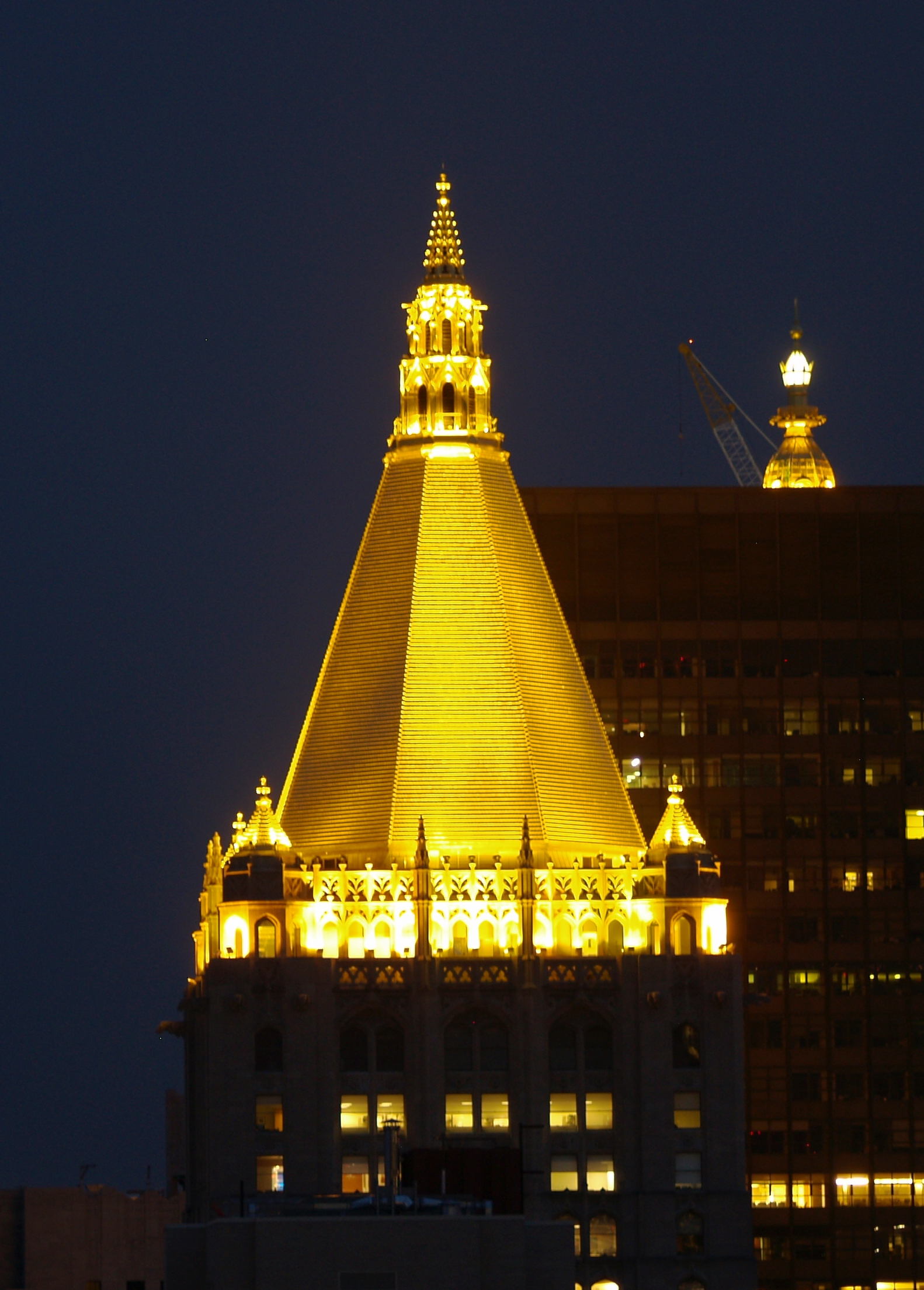
뉴욕생명보험 미국 본사

뉴욕생명보험(New York Life Insurance Company)은 1845년 설립된 미국 생명보험회사이다.

## 현황
뉴욕생명보험은 해외투자법인인 뉴욕라이프 인터내셔널(NYLI)을 통해 한국을 비롯한 중국, 홍콩, 인도, 필리핀, 타이완, 태국, 아르헨티나 그리고 멕시코를 포함한 9개국의 해외시장에 진출해 있다. 한국 현지법인은 1990년 7월 설립되어 1992년 2월 고합그룹과 합작하여 고합뉴욕생명으로 인가를 취득하고, 1993년 3월 영업을 시작하였다. 1999년 10월 말 뉴욕생명보험의 한국지사로서 새롭게 출발했다. 서울시 강남구 청담동에 있으며, 주요사업은 연금보험, 생명보험, 건강보험 등의 판매서비스다.
2010년 10월 27일에 미국 뉴욕라이프는 ACE그룹에 뉴욕라이프가 100% 출자한 한국법인 뉴욕생명과 홍콩 법인에 대한 자산 매각 및 구매 최종 협약을 체결했다고 발표했다.